# Шатунов, Максим Юрьевич
Максим Юрьевич Шатунов (23 января 1979, Кордон, Кишертский район, Пермская область — 7 июля 2009, Гудермес, Чечня) — майор Федеральной службы безопасности Российской Федерации, оперуполномоченный 2-го отдела Центра специального назначения ФСБ, сотрудник группы «А».

## Биография
Родился 23 января 1979 года в Кордоне, центре сельского поселения Кишертского района Пермской области. Мать — Татьяна Шатунова. С детства стремился стать военным; в сочинениях писал о желании служить в армии и стать маршалом Советского Союза. Поступил в Екатеринбургское суворовское училище (командир — Владимир Сабуров), которое успешно окончил, и в 1996 году поехал в поступать в Московское высшее военное командное училище, которое окончил в 2001 году с отличием. На последнем курсе отобран для службы в управлении «А».
Однако в 2001 году вышел указ, по которому Министерство обороны отказалось отправлять выпускников вузов в подразделения МВД, ФСБ и иных ведомств. В итоге Шатунов начал воинскую службу на Урале, в посёлке Еланский (под Екатеринбургом), в одной из статей местной газеты его назвали одним из лучших офицеров гарнизона (тогда он имел звание капитана). Позже он всё же прошёл собеседование в управлении «А» и стал числиться сотрудником 2-го отдела «Альфы» с ноября 2002 года. Комиссией характеризовался как эрудированный, грамотный и умный человек с хорошими результатами сдачи нормативов. За время службы в «Альфе» неоднократно был в командировках на Северном Кавказе и участвовал в выполнении оперативно-боевых задач. В частности, Шатунов участвовал в операции по ликвидации Абубакара Висимбаева («Одноглазый Бакар»), вербовавшего шахидок для осуществления теракта на Дубровке, и вынес из дома умиравшего майора Юрия Данилина.
По воспоминаниям начальства, изначально у Шатунова были неустойчивая стрельба и проблемы с рукопашным боем, но в течение первого года службы он поднял свой уровень во 2-м отделе управления «А». Спустя два года после начала службы стал проводить занятия по бронетехнике, для дальнейшего совершенствования поступил в Академию ФСБ. В 2005 году Шатунов освоил минно-подрывное дело, в 2007 году прошёл курсы повышения квалификации и был награждён «золотой сапёрной лопаткой» (ныне экспонат музея управления «А»); также прошёл курсы медицинской подготовки.
7 июля 2009 года майор Шатунов нёс службу в составе группы сотрудников «Альфы», осуществлявших охрану Рамзана Кадырова. Они возвращались обратно на базу, когда в районе Гудермеса произошло лобовое столкновение их кортежа с бандитами. В результате Шатунов погиб на месте, его товарищ был тяжело ранен. Тело Шатунова доставили в Москву; отпевание прошло в храме Пантелеймона Целителя при Центральном военном клиническом госпитале ФСБ (Пехотная улица). Похоронен Максим Шатунов был на Николо-Архангельском кладбище с воинскими почестями.

## Награды
Отмечен следующими наградами:
- Медаль «За спасение погибавших» (2005)
- Медаль «За отличие в специальных операциях» с изображением мечей (2005)
- Медаль «За отличие в воинской службе» I степени (2006)
- Медаль Суворова (2007)
- Орден Мужества — за отвагу и самоотверженность (2009, посмертно)
- Нагрудный знак ЦСН ФСБ

## Семья
Супруга — Екатерина, школьная учительница. С ней Максим познакомился на игре КВН, проходившей в МГОПУ имени М. А. Шолохова. Через девять месяцев они снова встретились в Московском военном институте. Свадьба состоялась 20 апреля 2001 года. 16 октября 2002 года родилась дочь Анастасия; позже семья переехала в Москву.
После смерти Максима Екатерина вышла замуж за полковника Александра, заведующего кафедрой военного университета (воспитывал в одиночестве дочь Дарью). В 2013 году у Екатерины и Александра родилась дочь Елизавета.

## Память
В сентябре 2011 года в Екатеринбурге был открыт памятник выпускникам суворовского училища, погибшим при исполнении воинского долга. 18 февраля 2017 года на здании средней школы посёлка Кордон открыта мемориальная доска в честь выпускника школы Максима Шатунова.